# Фальконер, Вильям

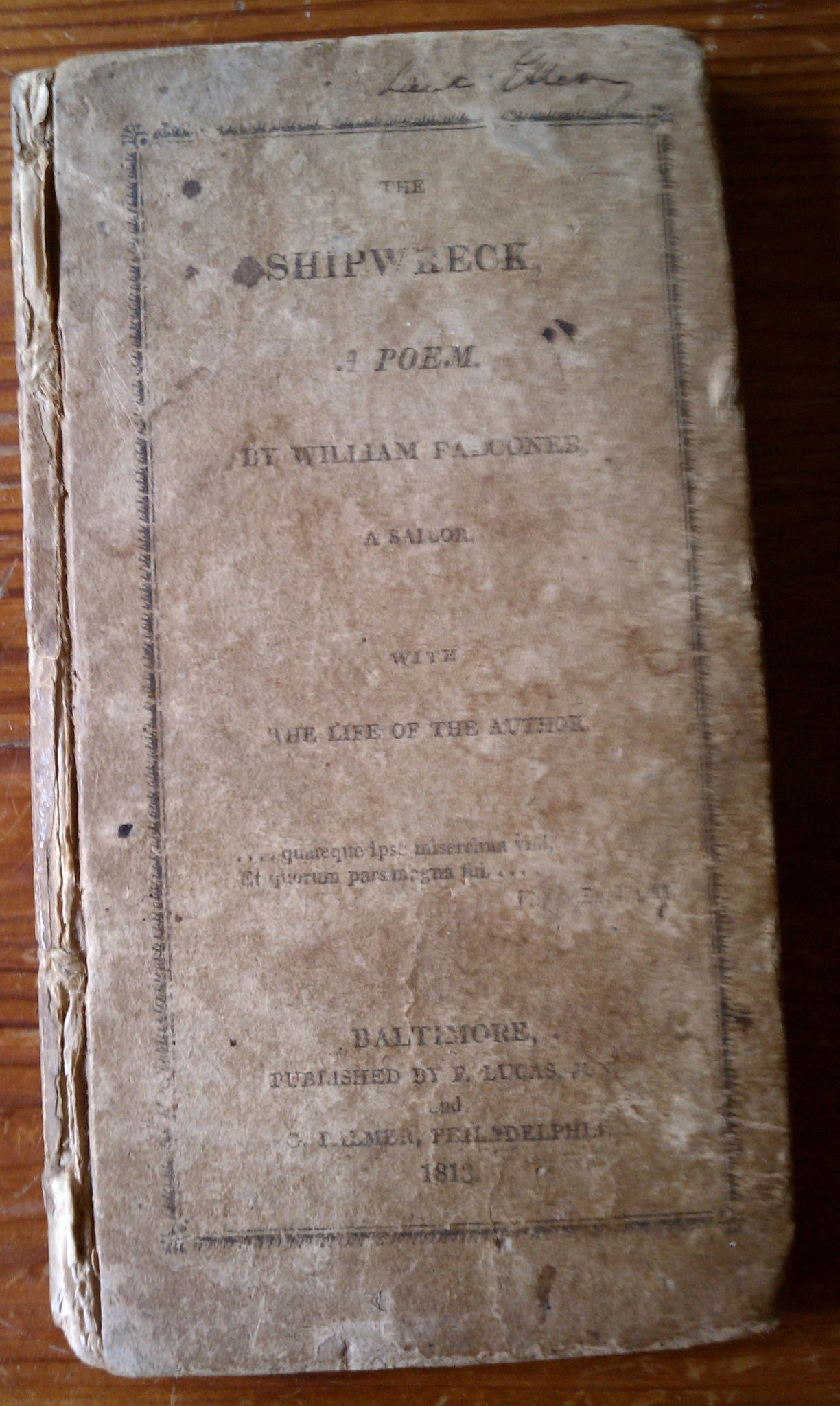
«The Shipwreck» («Кораблекрушение»), эпическая поэма В. Фальконер. Издание 1813 г.

Вильям Фальконер (англ. William Falconer; 21 февраля 1732, Эдинбург — декабрь 1769) — английский поэт, автор «Универсального морского словаря» (1769).

## Биография
Родился в семье цирюльника. В юности поступил юнгою на купеческое судно. Став моряком, Фальконер был одним из трёх выживших на торговом корабле во время рейса из Александрии в Венецию. Пережитые чувства при кораблекрушении, воспел в поэме «Кораблекрушение» («Shipwreck», 1762), по настоящее время находящей читателей и даже поклонников.
Случайно обратил на себя внимание поэта Кэмпбелла, который, открыв в юноше поэтические дарования, способствовал их развитию.
В 1751 году опубликовал поэму на смерть Фредерика, принца Уэльского и несколько небольших стихотворений, но они прошли незамеченными. Поместил несколько своих поэтических произведений в «Gentleman’s Magazine». В следующем издании «Кораблекрушения» в 1769 году, Фальконер ввёл в поэму добавления, в значительной степени испортившие цельность впечатления.
Переведённый в военный флот, совершил несколько плаваний. Фальконер служил мичманом на корабле «Royal George», затем в 1763 году стал казначеем на фрегате «Glory», на борту которого он написал и издал политическую сатиру «Демагогия» («Demagogue») в честь герцога Йоркского, направленную против Д. Уилкса.
В 1767 году служил казначеем на «Swiftsure». В 1769 году опубликовал «Универсальный морской словарь» («The Universal Marine Dictionary»), пользовавшийся успехом.
Будучи казначеем на фрегате «Аврора», который отплыл из Лондона 20 сентября 1769 года, бесследно исчез вместе со всей командой после того, как корабль обогнул мыс Доброй Надежды, по-видимому, потонув в Мозамбикском проливе.
Стихи Фальконера использовал Патрик О’Брайан в своём цикле о капитане Джеке Обри и докторе Стивене Мэтьюрине.

## Источник
Фальконер, Вильям // Энциклопедический словарь Брокгауза и Ефрона : в 86 т. (82 т. и 4 доп.). — СПб., 1890—1907.